# DScaler
DScaler는 마이크로소프트 윈도우에서 돌아가는 오픈 소스 비디오 디인터레이스 및 스케일링 프로그램이다. TV 수신 카드의 프로그램을 대체할 수 있으며, TV 수신 카드의 드라이버를 설치하지 않아도(BTV 계열의 수신 카드에서만), DScaler 안에 있는 자체 내장 드라이버를 사용하여 TV를 시청할 수 있게 되어 있어 사용이 편하다. 리모컨 기능을 제외한 드라이버의 기능이 대부분 지원되며, 시스템 사양에 따라 하드웨어 성능과 화질을 조절할 수 있고, 일반 TV 수신카드 구입시 제공되는 프로그램의 기능 또한 대부분 지원한다. 버전 4가 완전한 독립 프로그램인 반면 버전 5는 다이렉트쇼 필터가 된다.
현재 4.1.17 버전부터 64비트 버전의 윈도에서 정상 동작한다. 윈도우 비스타의 드라이버 서명 문제도 해결되어 있다.